# قانون مقابله با دشمنان آمریکا از طریق تحریم‌ها
قانون مقابله با دشمنان آمریکا از طریق تحریم‌ها (به انگلیسی: Countering America’s Adversaries Through Sanctions Act (H.R. 3364)) موسوم به قانون کاتسا قانونی است که با رأی قاطع کنگره و سنای ایالات متحده آمریکا، علیه ایران، روسیه و کره شمالی به تصویب رسید، تا از طریق تحریم با آنچه اقدامات خطرناک و دشمنانه این کشورها در قبال آمریکا و متحدانش خوانده شده‌است، مقابله کند. این لایحه توسط دونالد ترامپ رئیس جمهور آمریکا امضا و رسماً به قانون تبدیل شد.
این قانون در ابتدا با عنوان قانون مقابله با اقدامات بی‌ثبات‌کننده ایران (S.722 - Countering Iran's Destabilizing Activities Act of 2017) مطرح شد و در ۱۵ ژوئن ۲۰۱۷ به تصویب سنای آمریکا رسید، تا دور جدید تحریم‌های اقتصادی علیه جمهوری اسلامی بنا به اتهام حمایت از تروریسم، نقض حقوق بشر و برنامه توسعه موشک‌های بالستیک را وضع کند. اما در پی مخالفت شکلی مجلس نمایندگان و تحولات و مذاکرات انجام شده در کنگره، دایره شمول آن به روسیه و کره شمالی نیز گسترش یافت.
براساس این قانون، تحریم‌های سخت جدیدی علیه سه کشور ایران، روسیه و کره شمالی اعمال می‌شوند. علت تحریم‌ها علیه ایران به اتهام «حمایت از تروریسم و گروه‌های شبه نظامی، نقض حقوق بشر، و برنامه توسعه موشک‌های بالستیک»، روسیه به دلیل دخالت در روند برگزاری انتخابات ریاست‌جمهوری ۲۰۱۶ آمریکا و کره‌شمالی به خاطر آزمایش‌های موشکی بالستیک قاره‌پیما و بی‌توجهی به قطعنامه‌های سازمان ملل می‌باشد. این لایحه در عین حال اختیارات رئیس جمهور برای تغییر در این تحریم‌ها بدون تأیید کنگره را کاهش می‌دهد.

## پیشینه
آمریکا در سال ۱۹۷۹ طبق فرمان اجرایی برقراری وضعیت اضطراری ملی در مورد ایران، تحریمات اقتصادی وسیعی را در واکنش به تصرف سفارت آمریکا در تهران علیه ایران وضع نمود.
در سال ۱۹۹۵، به موجب قانون تحریم ایران (قانون داماتو)، بیل کلینتون رئیس‌جمهور وقت آمریکا اقدام به وضع تحریم‌هایی نمود که به موجب آن شرکت‌های نفتی آمریکایی از سرمایه‌گذاری در طرح‌های نفت و گاز ایران منع شده بودند. همچنین روابط بازرگانی با ایران نیز یک‌جانبه قطع گردید.
در تاریخ ۲۷ دی ماه سال ۱۳۹۴ هجری شمسی، باراک اوباما، رئیس‌جمهور وقت آمریکا، با صدور فرمان‌های اجرایی ۱۳۵۷۴، ۱۳۵۹۰، ۱۳۶۲۲ و ۱۳۶۴۵ در رابطه با تحریم‌های هسته‌ای ایران، تحریم‌های هسته‌ای را لغو کرد. کنگره آمریکا در نوامبر ۲۰۱۶ به صورت اجماع آرا با ۴۱۹ رأی موافق و یک رأی مخالف در مجلس نمایندگان آمریکا و ۹۹ رأی موافق از ۹۹ فرد حاضر در سنای آمریکا، قانون تحریم ایران را تمدید کرد. برخی از مقامات رسمی ایران بر این باور بودند که تمدید این قانون نقض برجام است با این استدلال که در پیوست ۲ برنامه جامع اقدام مشترک به صراحت توقف، لغو یا عدم تصویب تحریم‌های مندرج در این قانون طی حداکثر ۸ سال پس از اجرای برجام درخواست شده‌است؛ و از این رو عملاً تمدید این قانون به منزله نقض برجام از سوی آمریکا است. اما، مقامات آمریکا آن را به منزله نقض برجام نمی‌دانستند. آمریکایی‌ها بر این باور بودند که تمدید این قانون، تصویب تحریم‌های جدید نیست و از این رو نقض برجام به‌شمار نمی‌رود. با این حال اوباما، رئیس‌جمهور وقت ایالات متحده از امضای آن سرباز زد و این قانون صرفاً پس از گذشت مدت زمان لازم، ابلاغ شد.
پس از پیروزی دونالد ترامپ، وزارت خزانه داری آمریکا فوریه ۲۰۱۷ تحریم‌های جدیدی علیه ۱۳ فرد و ۱۲ نهاد مرتبط با ایران اعلام کرد.

## مراحل تصویب

### تاریخچه
در ۲۳ مارس ۲۰۱۷، لایحه‌ای با پشتیبانی دو حزب جمهوریخواه و دموکرات در سنای ایالات متحده ارائه شد. حامی اصلی این لایحه، سناتور باب کورکر، رئیس کمیسیون روابط خارجی از حزب جمهوریخواه بود و سناتورهای حزب دموکرات شامل رابرت منندز، بن کاردین، باب کیسی و کریس کونز و سناتورهای حزب جمهوریخواه شامل مارکو روبیو و تام کاتن آن را پشتیبانی می‌کردند. درحالی که این لایحه حلقه تحریم‌های آمریکا را علیه ایران تشدید می‌کرد، سناتورهای پشتیبان آن مدعی شده‌اند که مواردی را که ناقض برجام باشد در آن نگنجانده‌اند.
در ۶ ژوئن ۲۰۱۷، سناتورهای ارشد دو حزب یک لایحه تحریمی علیه روسیه را نیز در کنار لایحه تحریم ایران طرح کردند، تا هم‌زمان به تصویب برسد. البته، این لایحه فقط قانونمندسازی تحریم‌های فعلی علیه روسیه به منظور ممانعت از تعلل دونالد ترامپ، رئیس جمهور ایالات متحده، در اجرای آن بوده‌است.
نخست، بنا بود این لایحه در ۷ ژوئن به رأی گذاشته شود. اما به علت تقارن با حملات تروریستی به تهران به درخواست برخی سناتورها، بخصوص برنی سندرز و داین فاینستاین به تعویق افتاد.
این طرح که به نام «قانون مقابله با اقدامات بی‌ثبات‌کننده ایران در سال 2017 (S.۷۲۲)» برای تشدید تحریم‌ها علیه ایران در سنای آمریکا تهیه شده بود با یک متمم افزوده طرح تحریم روسیه در تاریخ ۱۵ ژوئن ۲۰۱۷ در مجلس سنا با ۹۸ رأی مثبت و ۲ رأی منفی به تصویب رسید. تنها سناتورهایی که به آن رأی مخالف دادند، برنی سندرز و رند پاول بودند.
در ۲۸ ژوئن، سنا نسخه اصلاح شده‌ای از قانون مصوب را برای تصویب به مجلس نمایندگان ارسال کرد. در این نسخه برخی نگرانی‌ها نسبت به نقض روال تصویب قوانین بر اساس قانون اساسی ایالات متحده رفع شده‌است.

### تصویب در مجلس نمایندگان
نسخه دیگری از قانون در ۲۵ ژوئیه ۲۰۱۷ در مجلس نمایندگان به تصویب رسید و نام کره شمالی نیز به ایران و روسیه افزوده شد. اعضای مجلس نمایندگان آمریکا در یک رأی اکثریت دو حزبی با ۴۱۹ رأی موافق در مقابل ۳ رأی مخالف طرح تحریم‌های ایران، روسیه و کره شمالی را تصویب کردند. در این لایحه تحریم‌های جدیدی علیه برنامه موشک بالستیک ایران و سپاه پاسداران انقلاب ایران اعمال می‌شود.
اد رویس، رئیس کمیته امور خارجی کنگره، در همین روز به خبرنگاران گفت: «کره شمالی، روسیه و ایران همه تهدیدات جدی برای امنیت ملی ما هستند.»
در نهایت، این نسخه در ۲۷ ژوئیه در سنا نیز با ۹۸ رأی موافق در برابر دو رأی مخالف، برنی سندرز و رند پاول، به تصویب رسید.

### تصویب در مجلس سنا
این طرح پس از تغییرات نهایی روز پنجشنبه ۲۷ ژوئیه در مجلس سنا مجدداً به رأی گذاشته شد که با ۹۸ رأی موافق در برابر دو رأی مخالف تصویب شد؛ و برای امضای رئیس جمهور ترامپ به کاخ سفید فرستاده شد. سناتور برنی سندرز و سناتور رند پال علیه این لایحه رأی دادند. با توجه به اکثریت قاطع آرای موافق، دونالد ترامپ ملزم به امضای این قانون است و امکان وتوی آن را ندارد.

### امضای رئیس جمهور
سنا روز پنجشنبه پس از تصویب قاطع بسته جدید تحریم‌های شدید مالی علیه روسیه، ایران و کره شمالی این لایحه را برای امضا به دونالد ترامپ رئیس‌جمهور آمریکا ارسال کرد. براساس قوانین آمریکا، ترامپ از زمان دریافت لایحه در صورتی‌که تا ۱۰روز بعد (بدون احتساب یکشنبه‌ها), آن را امضا نکند باید آن را وتو کند و از تبدیل اتوماتیک آن به قانون جلوگیری نماید؛ چنانچه او انتخاب کند که لایحه را وتو کند در این حالت دو مجلس کنگره و سنا با دو سوم آرا می‌توانند وتوی او را لغو نمایند.
روز چهارشنبه ۲ اوت ۲۰۱۷ رئیس‌جمهور آمریکا دونالد ترامپ لایحه اعمال تحریم‌ها علیه روسیه، ایران و کره شمالی را امضاء و رسماً آن را به قانون تبدیل کرد. وی در رابطه با قانون تحریم‌ها علیه روسیه تأکید کرد که این مجازات شامل «برخی مقررات آشکارا مخالف قانون اساسی است» ترامپ در یک بیانیه جداگانه به خبرنگاران گفت «با محدود کردن انعطاف‌پذیری اجرایی این مصوبه کار ایالات متحده برای برخورد در مذاکرات خوب برای مردم آمریکا را سخت‌تر می‌کند و چین و روسیه و کره شمالی را برای نزدیک تر شدن به عقب خواهد برد. وی اضافه کرد علی‌رغم این مشکلات من این مصوبه را بخاطر وحدت ملی امضا می‌کنم. این خواسته مردم آمریکا را نمایندگی می‌کند که روسیه قدم‌هایی برای ارتقا روابطش با ایالات متحده بردارد. ما امیدواریم که بین دو کشور مان بر سر مسایل جهانی همکاری خواهد بود که در نتیجه دیگر به این تحریم‌ها نیازی نخواهد بود.»
با امضای این قانون، دولت آمریکا باید ظرف ۹۰ روز، سپاه پاسداران، مقامات، نمایندگان و اشخاص وابسته به آن در خارج از ایران را بنا بر اتهام فعالیت‌های تروریستی تحریم کند.

## قانون تحریم‌های ایران
محورهای این طرح عبارتند از:
- تحریم‌های موشک بالستیک: افراد مرتبط با برنامه موشک بالستیک ایران و کسانی را که با آن‌ها معامله دارند هدف قرار می‌دهد.
- تحریم‌های جدید تروریسم: برای اولین بار، تحریم‌هایی علیه سپاه پاسداران انقلاب اسلامی به اتهام حمایت از تروریسم اعمال می‌شود.
- اجرای تحریم تسلیحاتی: کلیه افرادی که در فروش، تأمین قطعه، تعمیر و انتقال تانک، خودروی زرهی، تسلیحات با کالیبر بالا، هواپیماهای جنگی، بالگردهای تهاجمی، کشتی، موشک و سامانه‌های موشکی به ایران، نقش‌آفرین باشند، توسط رئیس‌جمهور ایالات متحده مورد تحریم قرار می‌گیرند و دارایی آن‌ها توقیف می‌شود.

قسمت‌هایی از لایحه تحریمی مجلس نمایندگان آمریکا علیه ایران که با امضای رئیس‌جمهور آمریکا در ۲ اوت ۲۰۱۷ به قانون تبدیل شده به شرح زیر است:

### صد و پانزدهمین اجلاس کنگره
به منظور اعمال تحریم علیه ایران در رابطه با برنامه موشک‌های بالستیک ایران، حمایت از اقدامات تروریستی بین‌المللی، نقض حقوق بشر و به دلیل سایر مقاصد ایران در سنای ایالات متحده آمریکا، کروکر (از جانب خودش و منندز، روبیو، کاردین، کاتن، کیسی، کروز، بنت، ریچ، کونز، سالیوان، بلومنتال، یانگ و کانلی) لایحه زیر را معرفی کرده‌است که دو بار خوانده شده و به کمیته ارجاع یافته‌است.

### لایحه
به منظور اعمال تحریم علیه ایران در رابطه با برنامه موشک‌های بالستیک ایران، حمایت از اقدامات تروریستی بین‌المللی، نقض حقوق بشر و به دلیل سایر مقاصد (ایران) با هدف تصویب در سنا و مجلس نمایندگان ایالات متحده آمریکا در کنگره.

### فهرست موضوعات
(الف) عنوان کوتاه - این لایحه 'قانون ۲۰۱۷ مقابله با فعالیت‌های بی‌ثبات‌کننده ایران' خوانده می‌شود.
(ب) فهرست مطالب - محتوای این قانون به شرح زیر است:
بخش ۱. عنوان کوتاه؛ فهرست مطالب
بخش ۲. تعاریف.
بخش ۳. راهبرد منطقه‌ای مقابله با تهدیدهای متعارف و غیرمتوازن ایران در خاورمیانه و شمال آفریقا.
بخش ۴. اعمال تحریم‌های بیشتر در پاسخ به برنامه موشک‌های بالستیک ایران.
بخش ۵. اعمال تحریم‌های مرتبط با تروریسم در رابطه با سپاه پاسداران.
بخش ۶. اعمال تحریم‌های بیشتر در رابطه با اشخاص مسئول در نقض حقوق بشر.
بخش ۷. اعمال تحریم‌های تسلیحاتی.
بخش ۸. تداوم تأثیر تحریم‌های مرتبط با حمایت ایران از تروریسم.
بخش ۹. گزارش دربارهٔ هماهنگی تحریم‌ها میان ایالات متحده و اتحادیه اروپا.
بخش ۱۰. گزارش دربارهٔ شهروندان آمریکایی بازداشت شده در ایران.
بخش ۱۱. استثنائات دربارهٔ امنیت ملی و کمک‌های انسان‌دوستانه؛ قاعده تفسیر.
بخش ۱۲. اختیار رئیس‌جمهوری در بلااثر کردن تحریم‌ها.

### تحریم‌های برنامه موشک‌های بالستیک
قسمت‌هایی از تحریم‌های بخش چهارم این لایحه عبارتند از:
- شخصی که با هر فعالیتی به فعالیت‌های دولت ایران در رابطه با برنامه موشک‌های بالستیک آن یا هر برنامه دیگر ایران در جهت توسعه و استقرار یا نگهداری سیستم‌های شلیک تسلیحات کشتار جمعی من جمله هر تلاشی برای تولید، دستیابی، تملک، توسعه، حمل، انتقال یا استفاده از چنین قابلیت‌هایی کمک مادی کرده باشد یا خطری مادی ایجاد کرده باشد.
- هر فردی که عامدانه در هر فعالیتی که عملاً به توسعه برنامه موشکی ایران کمک می‌کند، مشارکت داشته باشد یا به ایران در دریافت، انتقال و توسعه این توانمندی‌ها کمک کند.
- شرکت‌های تحت مدیریت یا مالکیت این افراد؛
- شرکت‌هایی که برای دور زدن تحریم‌ها ایجاد شده باشند؛
- هر فرد یا شرکتی که عامدانه به افراد بند یک، کمک مالی، فنی، خدماتی یا حمایت‌های دیگر ارائه کند.
- توقیف (بلوکه کردن) دارایی‌ها: رئیس‌جمهوری باید مطابق با قانون اختیارات اقتصادی در شرایط اضطراری بین‌المللی، همه نقل و انتقالات دارایی‌ها و سودهای حاصل از این دارایی‌ها را که به هر شخص مرتبط با فعالیت‌های موشکی متوقف کند، البته اگر چنین سودها یا دارایی‌هایی در ایالات متحده باشد یا به ایالات متحده بیاید یا در مالکیت یا کنترل شخصیتی آمریکایی قرار داشته باشد یا قرار بگیرد.
- راه ندادن به ایالات متحده - وزارت خارجه باید از اعطای روادید به اشخاص مرتبط به برنامه موشکی امتناع کند و وزارت امنیت داخلی نباید وی را به ایالات متحده راه دهد.
- مجازات ها- شخصی که هر نوع مقررات، مجوز یا دستوری را که در بالا آمده‌است نقض کرده، یا در جهت نقض آن تلاش کند، برای نقض آن توطئه کند یا باعث نقض آن شود باید مشمول مجازات‌هایی شود درست به اندازه مجازات شخصی که مرتکب یک اقدام غیرقانونی شده‌است.[۲۹]

### تحریم‌های مرتبط با تروریسم در رابطه با سپاه پاسداران
قسمت‌هایی از تحریم‌های بخش پنجم این لایحه عبارتند از:
- سپاه پاسداران مشمول فرمان اجرایی در رابطه با توقیف دارایی‌های اشاعه دهندگان و حامیان سیستم پرتاب تسلیحات کشتار جمعی، لایحه جامع تحریم‌ها، پاسخگویی و عدم سرمایه‌گذاری در ایران در رابطه با توقیف دارایی‌ها و ممانعت از ورود اشخاص خاصی به ایالات متحده در ارتباط با نقض فاحش حقوق بشر توسط دولت ایران و سوریه از طریق فناوری اطلاعات است.
- نیروی قدس سپاه پاسداران انقلاب اسلامی (که در این بخش IRGC-QF خوانده می‌شود) بازوی اصلی دولت ایران برای اجرای سیاست‌های آن در حمایت از گروه‌های تروریستی و شورشی است. نیروی قدس سپاه پاسداران انقلاب اسلامی کمک لجستیکی، حمایت مادی، آموزشی و مالی در اختیار شبه نظامیان و عوامل تروریستی در سراسر خاورمیانه و جنوب آسیا قرار می‌دهد و در اکتبر ۲۰۰۷ به دلیل حمایت از تروریسم و از سوی وزارت خزانه داری و متعاقب فرمان اجرایی مرتبط با توقیف اموال و منع نقل و انتقالات میان اشخاصی که مرتکب اعمال تروریستی شده یا تهدید به ارتکاب آن می‌کنند یا از آن حمایت می‌کنند) تحریم‌هایی علیه آن وضع شد.
- سپاه پاسداران (نه فقط سپاه قدس) مسئول اجرای برنامه بین‌المللی ایران برای اجرای فعالیت‌های بی‌ثبات‌کننده، حمایت از اقدامات تروریستی بین‌المللی و برنامه موشک‌های بالستیک است.
- کلیات- رئیس جمهوری تا ۹۰ روز پس از تصویب این لایحه، تحریم‌های مشروح را در رابطه با سپاه انقلاب اسلامی و اشخاص خارجی را که مقام، عامل یا وابسته سپاه هستند، اعمال خواهد کرد.
- مشروح تحریم‌ها: تحریم‌های مشروح در این بخش تحریم‌هایی است که متعاقب فرمان اجرایی مربوط به توقیف دارایی‌ها و ممنوعیت نقل و انتقالات [مالی] با افرادی که مرتکب اعمال تروریستی شده یا تهدید به ارتکاب آن کرده‌اند یا از تروریسم حمایت می‌کنند. دارایی‌های افرادی که در این فهرست قرار گیرند در آمریکا بلوکه شده و اتباع آمریکا از مبادلات مالی با آن‌ها منع می‌شوند.[۲۹]

### تحریم‌ها در رابطه با اشخاص مسئول در نقض حقوق بشر
قسمت‌هایی از شرح تحریم‌های بخش چهارم این لایحه عبارتند از:
- کلیات: رئیس‌جمهوری می‌تواند طبق لایحه اختیارات اقتصادی در شرایط اضطراری بین‌المللی همه نقل و انتقال دارایی‌ها و سود دارایی‌های شخص مورد نظر که در نقض حقوق بشر در ایران را اگر در ایالات متحده باشد یا به ایالات متحده بیاید یا تحت مالکیت یا کنترل یک شخص آمریکایی باشد یا دربیاید، مسدود کند.
- وزیر خارجه آمریکا در صورت تصویب این طرح موظف خواهد بود ظرف ۹۰ روز فهرستی از افرادی را که آن‌ها را عامل «نقض حقوق بشر» در ایران می‌داند، به کنگره ارائه دهد.
- این طرح دولت آمریکا را موظف می‌کند دارایی‌های افرادی را که در شمول بندهای فوق می‌گیرند، در آمریکا بلوکه کند. علاوه بر این، افرادی که به تجارت با اشخاص و نهادهای تحریم شده پرداخته و تحریم‌ها را نقض کنند، با جریمه‌های مالی و دیگر تنبیهات پیش‌بینی شده در قوانین تحریمی آمریکا مواجه می‌شوند.[۲۹]

### اعمال تحریم‌های تسلیحاتی
قسمت‌هایی از تحریم‌های بخش هفتم این لایحه عبارتند از:
- فردی که در هر فعالیتی که از لحاظ مادی به تأمین، فروش یا انتقال مستقیم یا غیرمستقیم هر نوع تانک، خودروی زرهی، سیستم‌های توپخانه‌ای با کالیبر بالا، هواپیمای جنگی، هلی کوپتر جنگی، ناو، موشک یا سیستم‌های موشکی طبق تعریف و اهداف برنامه ثبت تسلیحات متعارف سازمان ملل به ایران یا از ایران و استفاده یا بهره گرفتن از آن‌ها در ایران یا توسط ایران نقش داشته باشد.
- شخصی که هر نوع آموزش فنی، خدمات یا منابع مالی، توصیه یا دیگر خدمات یا کمک‌های مربوط به تأمین، فروش، انتقال، تولید، نگهداری و استفاده از تسلیحات و موارد مربوطه مشروحه را در اختیار ایران قرار دهد.
- توقیف دارایی: رئیس‌جمهوری باید طبق لایحه اختیارات اقتصادی در شرایط اضطراری بین‌المللی همه نقل و انتقالات دارایی‌ها و سود دارایی‌های شخص مورد نظر را اگر چنین دارایی‌ها و سودهایی در ایالات متحده باشد یا به ایالات متحده بیاید یا تحت مالکیت یا کنترل یک شخص آمریکایی باشد یا دربیاید، مسدود کند.
- راه ندادن به ایالات متحده: وزارت خارجه باید از اعطای روادید به شخصی که در بند (الف) آمده و بیگانه است امتناع کند و وزارت امنیت داخلی نباید وی را به ایالات متحده راه دهد.
- مجازات‌ها: هر فردی که مقررات، مجوز یا فرمان را که در جهت اجرای تحریم تسلیحاتی صادر شده باشد زیر پا بگذارد یا برای نقض آن تلاش کند یا باعث نقض آن شود باید مشمول مجازات قسمت ۲۰۶ لایحه اختیارات اقتصادی در شرایط اضطراری بین‌المللی مطرح شده‌است بشود؛ درست به همان اندازه‌ای که یک شخص مرتکب عملی غیرقانونی شده‌است.
- بر اساس بندی از این طرح، رئیس‌جمهور این اختیار را خواهد داشت که به صورت مورد به مورد و با استناد به منافع ملی آمریکا، اجرای تحریم‌ها را به مدت ۱۸۰ روز به حالت تعلیق درآورده و در صورت نیاز این تعلیق را به صورت دوره‌ای تمدید کند.[۲۹]

### هماهنگی تحریم‌ها میان ایالات متحده و اتحادیه اروپا
قسمت‌هایی از مفاد بخش نهم این لایحه عبارتند از:
- رئیس‌جمهوری باید تا ۹۰روز پس از تصویب این لایحه و هر ۱۸۰روز پس از آن، گزارشی مشتمل بر موارد زیر به کمیته مربوطه در کنگره ارسال کند:
- آمریکا علیه شخصی به دلیل فعالیتی در ارتباط با اشاعه تسلیحات کشتار جمعی یا سیستم‌های پرتاب چنین تسلیحاتی به ایران یا توسط ایران، حمایت از اقدامات تروریستی ایران یا نقض حقوق بشر در ایران تحریمی را اعمال کرده‌است اما اتحادیه اروپا تحریم‌های مربوطه را اعمال نکرده‌است؛ و
- اتحادیه اروپا علیه شخصی به دلیل فعالیتی در ارتباط با اشاعه تسلیحات کشتار جمعی یا سیستم‌های پرتاب چنین تسلیحاتی به ایران یا توسط ایران، حمایت از اقدامات تروریستی ایران یا نقض حقوق بشر در ایران تحریمی را اعمال کرده‌است اما آمریکا تحریم‌های مربوطه را اعمال نکرده‌است.[۲۹]

### دربارهٔ شهروندان آمریکایی بازداشت شده در ایران
قسمت‌هایی از مفاد بخش دهم این لایحه عبارتند از:
کلیات: رئیس‌جمهوری باید تا ۹۰روز پس از تصویب این لایحه و پس از آن هر ۱۸۰روز یکبار، گزارشی دربارهٔ شهروندان ایالات متحده بازداشت شده و همچنین آنانی که شهروند سایر کشورها نیز هستند و توسط ایران یا گروه‌های مورد حمایت ایران بازداشت شده‌اند به کمیته مربوطه در کنگره ارائه دهد. این گزارش باید شامل موارد زیر باشد:
- اطلاعات دربارهٔ هر مسئول دولتی در ایران که به هر نحوی در این بازداشت‌ها دخیل است؛ و
- خلاصه‌ای از تلاش‌های دولت ایالات متحده که به منظور آزادی سریع این شهروندان انجام شده‌است.[۲۹]

## تحریم‌های روسیه
بخش مهمی از این طرح ۱۸۴ صفحه‌ای به تحریم روسیه اختصاص دارد.
این طرح در صورت تصویب، دست دولت آمریکا برای رفع یکجانبه تحریم‌های روسیه بدون نقش آفرینی کنگره را می‌بندد. امری که پیش از این موجب مخالفت جدی کاخ سفید شده بود. این لایحه نمی‌گذارد رئیس‌جمهور روسیه را از این تحریم‌ها استثنا شود بدون اینکه اول اجازه کنگره را دریافت کند. نسخه منتشر شده طرح جدید، در مقایسه با طرح اولیه که ماه ژوئن ۲۰۱۷ در سنا تصویب شده بود، شامل تغییراتی است، از جمله اینکه میزان محدودیت برای تعامل با شرکت‌های فعال در بخش نفت و گاز روسیه را کاهش داده‌است. در حالی که در نسخه سنا همکاری با تمام شرکت‌های روس در زمینه انرژی ممنوع شده بود، در این نسخه همکاری با شرکت‌هایی ممنوع است که شرکت‌های تحریم شده، در آن‌ها ۳۳٪ یا بیشتر سهام دارند.
در این بخش، روسیه به اتهام مداخله در انتخابات ریاست جمهوری سال ۲۰۱۶ آمریکا، دخالت در اختلافات داخلی اوکراین و جلوگیری از حل و فصل این بحران و همچنین تجزیه شبه‌جزیره کریمه از اوکراین و انضمام آن به خاک خود در سال ۲۰۱۴ هدف تحریم‌های جدید قرار می‌گیرد. پیشتر آمریکا در هماهنگی با اتحادیه اروپا، تحریم‌های مشترکی را به خاطر سیاست روسیه در قبال اوکراین به اجرا گذاشته بود و طرح جدید سنا به‌طور یکجانبه این تحریم‌ها را تشدید می‌کند.

## تحریم‌های کره شمالی
قانون مقابله با دشمنان آمریکا از طریق تحریم‌ها، همچنین تحریم‌هایی را علیه برنامه موشکی کره شمالی که در ماه‌های اخیر به مرکز مناقشه میان واشینگتن و پیونگ یانگ بدل شده، اعمال می‌کند. بر اساس این طرح تحریم کره شمالی به دلیل ادامه برنامه موشکی و هسته‌ای آن کشور تشدید می‌شود. مجلس نمایندگان در ماه مه ۲۰۱۷ طرحی برای تشدید تحریم کره شمالی تصویب کرد.

## موضع‌گیری مقامات آمریکایی
- سارا ساندرز سخنگوی کاخ سفید بریفینگ مطبوعاتی ۲۷ ژوئیه گفت: همان‌طور که دیروز گفتم رئیس‌جمهور و دولت از تحریم‌هایی علیه روسیه، ایران و کره شمالی حمایت می‌کنند. ما به حمایت از تحریم‌های قوی علیه این سه کشور ادامه می‌دهیم.[۳۳]
- ادرویس - رئیس کمیته روابط خارجی کنگره گفت: «هر یکی از این سه رژیم امنیت ملی ما را تهدید کرده‌اند و ثبات جهانی را تضعیف کرده‌اند.».[۳۴] و بایستی خیلی زودتر به آن‌ها پاسخ می‌دادیم.[۱۹]
- کوین مک کارتی رهبر اکثریت مجلس نمایندگان در مجلس گفت که این لایحه یک بیانیه قوی از طرف تمام است و روی میز رئیس‌جمهور قرار دارد.[۳۵] مک کارتی و ادرویس، بیانیه‌ای در این رابطه منتشر کردند که در آن آمده‌است که کره شمالی، ایران و روسیه در طروق مختلف همگی همسایگان را مورد تهدید قرار داده‌اند و به شکلی بدنبال تضعیف منافع آمریکا در منطقه هستند.[۳۶]
- رزلهتینن نماینده جمهوریخواه کنگره نویسنده قطعنامه‌ای که یک روز بعد از تصویب لایحه تحریمات، به دلیل شلیک موشک ماهواره بر ایران به تصویب رسید گفت که این پیامی قوی به ایران می‌فرستد که این اعمال برای ما دیگر قابل تحمل نخواهد بود.[۳۷]
- مایک پمپئو رئیس سازمان اطلاعات مرکزی آمریکا بعد از لایحه جدید تحریمات گفت ایران همچنان بزرگترین دولت حامی تروریسم در جهان است و رفتار آن‌ها بعد از توافق هسته‌ای تغییر نکرده‌است و کمکی به ثبات در منطقه نکرده‌اند.[۳۸]
- پل رایان رئیس مجلس نمایندگان آمریکا در رابطه لایحه تحریم جدید طی انتشار بیانیه‌ای گفت که این لایحه یکی از گسترده‌ترین تحریم‌ها در تاریخ است.[۳۹]
- مایک پنس معاون رئیس‌جمهور آمریکا روز سه شنبه اول اوت ۲۰۱۷ گفت اقدامات بی‌ثبات‌کننده روسیه در اوکراین، حمایت آن‌ها از رژیم‌های یاغی مانند ایران و سوریه و کره شمالی… می‌باید تغییر یابد».[۴۰]
- سناتور ارشد دموکرات بن کاردین هنگام تصویب این طرح گفت: «ما علیه خلافکاری‌های غیراتمی ایران اقدام می‌کنیم؛ حمایت از تروریسم، آزمایش‌های موشک‌های بالستیک، نقض تحریم تسلیحاتی و نقض حقوق بشر. آنچه ما انجام می‌دهیم کاملاً با توافق برجام مطابقت دارد.»[۴۱]
- باب منندز سناتور دموکرات گفت «برخی معتقد بودند که تنها باید برنامه موشک بالستیک ایران تحریم کرد، ولی او و دیگران اصرار کردند که شرارت‌های رژیم ایران بسیار فراتر از برنامه موشکی آن است.» وی افزود: «اگر شما در مورد حزب‌الله نگرانید منبع تأمین مالی آن تهران است، اگر نگران موشک‌های بالستیک میان قاره‌ای هستید به تهران نگاه کنید، بزرگترین صادرکننده تروریسم و ناقض حقوق بشر رهبری رژیم ایران است… این لایحه پیامی به ایران است که اگر نظم جهانی را نقض کنید با عواقب آن روبرو خواهید شد؛ و پیام به روسیه است که اگر شما اوکراین را اشغال و غیرنظامیان را در سوریه بمباران کنید و سعی کنید در انتخابات آمریکا دخالت کنید، عواقب جدی در برخواهد داشت.[۴۱]
- پیت سشنز نماینده کنگره آمریکا جمهوریخواه از تکزاس و رئیس کمیته قوانین مجلس نمایندگان طی صدور اطلاعیه‌ای تصویب تحریم‌های گسترده علیه روسیه، کره شمالی و ایران را ستود. وی گفت من خشنودم که بتوانم با همکارانم کار کنم و این سه کشور را بخاطر تجاوزکاری‌های گسترده‌شان مورد حسابرسی قرار بدهم و به این وسیله تهدیدات آن‌ها را خنثی کنیم. من خوشوقتم که به آقای پوتین، کیم و اوباش تهران نشان بدهم که آمریکا بیکار نمی‌نشیند که این‌ها به حملات سایبری ادامه دهند و قوانین بین‌المللی را کماکان نقض کنند و همچنان زرادخانه اتمی شان گسترش بدهند.[۴۲]
- سناتور برنی سندرز یکی از دو مخالف لایحه تحریمات جدید در سنای آمریکا گفت که من از تحریم‌های روسیه و کره شمالی پشتیبانی می‌کنم ولی نگرانم که تحریم‌های جدید علیه ایران توافق هسته‌ای را به خطر بیندازد.

## واکنش‌ها و موضع گیری‌های سه کشور

### ایران
- عباس عراقچی معاون وزارت امور خارجه ایران تصویب این طرح را نقض قانون و اقدامی خصمانه خواند و گفت اقدامات مناسب را نشان خواهیم داد. وی گفت که این تحریمات مصوبات برجام را تحت تأثیر قرار داده و با تعهدات توافق هسته‌ای سازگار نمی‌باشد.[۴۳]
- بهرام قاسمی سخنگوی وزارت خارجه ایران تصویب طرح تحریم‌های جدید علیه ایران را غیرقانونی و توهین آمیز خواند و گفت این لایحه توافق هسته‌ای را بخطر می‌اندازد و از آمریکا خواست که به تعهدات خود عمل کند. او گفت که این طرح را بدقت بررسی کرده و اقدام‌های لازم را اتخاذ خواهند کرد.[۴۳]
- حسن روحانی رئیس‌جمهور ایران، گفت که ایران نیز اقدامات مشابهی را دنبال خواهد کرد و گفت که اگر دشمن بخشی از عهد را زیر پا بگذارد ما نیز بخشی از آن را زیر پا خواهیم گذاشت و اگر همه عهد را زیر پا بگذارند ما هم همه را زیر پا خواهیم گذاشت.[۴۳] وی گفت هر اقدامی که برای مصلحت و منافع کشور نیاز باشد اگر تحریم‌ها اجرا شوند انجام خواهد داد.[۴۴]
- علی لاریجانی، رئیس مجلس ایران در مورد تحریم‌های جدید از مطبوعات و رسانه‌های ایران خواست که در این رابطه نگرانی و اضطراب جدید ایجاد نکنند، وی گفت که نباید در دام آمریکایی‌ها افتاد آن‌ها می‌خواهند با ایجاد اضطراب از سرمایه‌گذاری خارجی در ایران جلوگیری کنند و تحریمات جدید تخطی از برجام است و پاسخ آن داده خواهد شد.[۴۵]
- علی اکبر ولایتی، مشاور خامنه‌ای در امور بین‌الملل گفت که همه گزینه‌ها پیش روی ماست و تصمیم لازم و مقتضی را اتخاذ خواهیم کرد وی گفت ما می‌توانیم بدون اینکه برجام را نقض کنیم قدرت هسته‌ای مان را افزایش دهیم.[۴۵][۴۶]
- محسن رضایی دبیر مجمع تشخیص مصلحت نظام ایران گفت: «سخت‌ترین تحریم طی صدسال اخیر علیه ما نوشته شده‌است. واکنش ما علیه آمریکا قطعی و یکصداست»[۴۷]
- علاءالدین بروجردی، رئیس کمیسیون سیاست خارجی و امنیت ملی مجلس گفت این کمیسیون برای تعیین واکنش مناسب به تحریم‌های جدید آمریکا یک جلسه فوق‌العاده برگزار خواهد کرد.[۴۵]
- احمد جنتی رئیس مجلس خبرگان گفت، «امروز شاهد مضاعف شدن تحریم‌ها هستیم دشمن می‌خواهد بطور غیر مستقیم با تخریب سپاه به جنگ رهبری برود، سپاه بازوی رهبر انقلاب است.»[۴۸]
- سپاه پاسداران نسبت به نامگذاری تروریستی و تحریم‌های جدید توسط آمریکا هشدار داد و محمد باقری رئیس ستاد نیروهای مسلح ایران گفت: «سپاه پاسداران را جزو گروه‌های تروریستی محسوب کردن و اعمال تحریمهایی علیه آن، برای آمریکا و پایگاه‌هایش که در منطقه مستقر هستند یک ریسک بزرگ است.»[۲۷][۴۹]

### روسیه
- سرگی ریابکف معاون وزارت خارجه روسیه پیش از این رأی گفت که این‌گونه تدابیر به مثابه مین خطرناکی در شالوده روابط دو کشور خواهد بود. او گفت، روسیه بارها به آمریکا هشدار داده بود که مسکو هر گونه اقدامات خصمانه واشینگتن را تلافی خواهد کرد و مسکو از نشان دادن صبر و خویشتنداری در برابر اقدامات واشینگتن خسته شده‌است. وی نمایندگان کنگره آمریکا را فقط عقل سلیم دانسته و گفت این حرکت بسوی تقابل شدید بین روسیه و آمریکا خواهد بود.[۵۰]
- ولادیمیر پوتین بعد از تصویب طرح جدید تحریمات علیه روسیه، ایران و کره شمالی در سنا ضمن انتقاد از روسیه‌هراسی در آمریکا گفت که منتظر نسخه نهایی طرح تحریمات است تا اقدام‌های لازم را اتخاذ کند.[۵۱]

### کره شمالی
شنبه شب ۲۸ ژوئیه ۲۰۱۷ کره شمالی اعلام کرد که با موفقیت یک موشک قاره‌پیما را آزمایش کرده و پیونگ یانگ رهبر این کشور از این آزمایش به عنوان هشداری علیه آمریکا یاد نمود. این در حالی است که به گفته مقامات آمریکایی فعالیت‌های زیردریایی‌های کره شمالی طی روزهای گذشته به طرز غیرمعمول و بی‌سابقه‌ای شدیداً افزایش یافته‌است. سرویس‌های اطلاعاتی آمریکا آخرین آزمایش موشکی کره شمالی را نشانگر این می‌دانند که از این پس موشک‌های بالستیکی این کشور قادرند بخش اعظم خاک آمریکا را مورد هدف قرار بدهند.

## سایر موضع گیری‌ها
- ژاپن در اعمال تحریم‌های جدید علیه کره شمالی به آمریکا می‌پیوندد فومیو کیشیدا وزیرخارجه ژاپن روز جمعه ۲۷ ژوئیه حول تحریم‌های جدید برای منزوی ساختن کره شمالی صحبت کرد و گفت ژاپن دارایی‌های ۵ سازمان و ۹ شخص مرتبط با کره شمالی شمال دو نهاد چینی را مسدود می‌کند.[۵۳]
- وزارت امور خارجه فرانسه در بیانیه‌ای اعلام کرد که تحریم‌های جدید آمریکا علیه ایران، روسیه و کره شمالی به دلیل پوشش فرامرزی مغایر قوانین بین‌المللی است و اعلام کرد که فرانسه و اتحادیه اروپا بایستی قوانین خود را برای پاسخگویی به این تحریمات سازگار کنند.[۵۴]

## تحلیل آثار و ابعاد تحریم

### ایران
بنا به تحلیل روزنامه وطن امروز، این تحریم‌ها را می‌توان بزرگ‌ترین بسته تحریم اقتصادی که تاکنون علیه یک کشور طراحی شده دانست. گستره این تحریم‌ها چنان است که بعد از اجرایی شدن هیچ فعالیت اقتصادی دولتی در ایران را در امان نخواهد گذاشت. اگرچه برخی این تحریم را سندی بر نقض برجام می‌دانند اما واقعیت آن است که تحریم‌های جدید آمریکا علیه ایران موسوم به تحریم‌های S722 «بسیار بسیار گسترده‌تر و خطرناک‌تر» از تحریم‌های مورد بحث در توافق هسته‌ای ایران و ۱+۵ است. آمریکایی‌ها در تحریم‌های جدید دنبال قفل کردن همه فعالیت‌های اقتصادی ایران هستند به گونه‌ای که بازگشت تحریم‌های برداشته شده در توافق هسته‌ای تنها یکی از تبعات تحریم جدید آمریکا علیه ایران است. به اعتقاد نویسنده وطن امروز این تحریم‌ها در صورت اجرا بزرگ‌ترین و گسترده‌ترین تحریمی است که آمریکایی‌ها تاکنون علیه ایران اعمال کرده‌اند. بعضی از تحلیل‌گران این تحریم را «مادر تحریم‌ها» و «سیاه‌چاله تحریمی» خوانده‌اند که سنای آمریکا برای جلوگیری از تأثیر منفی آن بر آراء حسن روحانی منتظر ماند تا بعد از انتخابات ریاست‌جمهوری ایران آن را تصویب کند. به گفته فؤاد ایزدی، کارشناس مسائل آمریکا، این تحریم‌ها «سپاه پاسداران انقلاب اسلامی را جزو گروه‌های تروریستی قرار می‌دهند و روح و متن برجام به شدت نقض می‌شود.» بر این اساس با تروریست لحاظ شدن سپاه پاسداران، یک لایه تحریمی جدید به انتقال و سرمایه‌گذاری در ایران اضافه خواهد شد.